# Hjalmar Ekdal
Hjalmar Ekdal, né le 21 octobre 1998 à Stockholm en Suède, est un footballeur international suédois qui joue au poste de défenseur central au Burnley FC.

## Biographie

### En club
Né à Stockholm en Suède, Hjalmar Ekdal est formé par l'IF Brommapojkarna où il évolue alors au milieu de terrain. Il ne joue toutefois aucun match avec l'équipe première du club.
Après un passage aux États-Unis avec le UNC Wilmington Seahawks (en) qu'il rejoint le 28 juin 2017, Ekdal fait son retour en Suède afin de s'engager en faveur de l'IK Frej en mai 2018. Le transfert est annoncé le 9 avril de la même année.
Le 19 juillet 2019, Hjalmar Ekdal signe en faveur de l'Hammarby IF.
Le 3 mars 2020, Ekdal est prêté par Hammarby à l'IK Sirius pour la durée d'une saison, soit jusqu'en décembre 2020,.
Le 4 janvier 2021, Hjalmar Ekdal rejoint le Djurgårdens IF. Il joue son premier match sous ses nouvelles couleurs contre l'IK Brage, en coupe de Suède, le 21 février 2021. Il est titularisé et son équipe s'impose par un but à zéro.
Hjalmar Ekdal rejoint l'Angleterre et le club du Burnley FC le 21 janvier 2023, lors du mercato hivernal. Il signe un contrat de quatre ans et demi, soit jusqu'en juin 2027,.
Le 23 janvier 2025, Hjalmar Ekdal est prêté par Burnley au FC Groningue jusqu'à la fin de la saison.

### En sélection
Hjalmar Ekdal joue son premier match avec l'équipe de Suède espoirs le 13 octobre 2020, face à l'Arménie. Il est titulaire ce jour-là, et la Suède s'impose largement par dix buts à zéro.
Le 18 mai 2022, Hjalmar Ekdal est convoqué avec l'équipe nationale de Suède par le sélectionneur Janne Andersson.

## Vie personnelle
Hjalmar Ekdal est le jeune frère de l'international suédois Albin Ekdal, et le fils du journaliste Lennart Ekdal (en).